# پل بن الصراف
پُل بن الصرّاف (به انگلیسی: Paul Benacerraf)، (متولد ۱۹۳۱)، فیلسوف آمریکایی و استاد بازنشستهٔ دانشگاه پرینستون است. عمدهٔ شهرت او بابت دو مقاله‌اش در فلسفهٔ ریاضیات است که در سال‌های ۱۹۶۵ و ۱۹۷۳ منتشر شده‌است. در فلسفهٔ ریاضیات، بن الصراف از مبلغان اصلیِ ساختارگرایی است. هم‌چنین، همراه با هیلاری پاتنم، گردآورندهٔ یکی از معروف‌ترین گزیده‌های مقالات در فلسفهٔ ریاضیات است.
بن الصراف در پاریس متولد شد و والدین‌اش اصالتاً از مراکش و الجزایر بوده‌اند. برادر او، باروخ بن الصراف، از برندگان جایزهٔ نوبل فیزیولوژی و پزشکی است.

## آثار
- Benacerraf, Paul (1965). What numbers could not be. The Philosophical Review, 74: 47-73.
- Benacerraf, Paul (1973). Mathematical truth The Journal of Philosophy, 70: 661-679.
- Benacerraf, Paul, and Hilary Putnam (1964, 1983). Philosophy of Mathematics: Selected Readings. Cambridge University Press.